# Operacja Albion
Operacja Albion – operacja morsko-lądowa wojsk niemieckich w 1917 roku połączona z desantem na archipelag Wysp Moonsudzkich (Hiuma, Sarema, Muhu), wówczas należący do Imperium Rosyjskiego.
Głównym powodem ataku było strategiczne położenie wysp, u wylotu Zatoki Ryskiej. Opanowanie wyspy Muhu umożliwiało również kontrolę cieśniny Muhu, łączącej Zatokę Ryską z Zatoką Fińską. Rozkaz ataku został wydany 18 września 1917. Następnego dnia pod dowództwem generała Ludwiga von Estorffa 42. Dywizja oraz 2. Brygada Rowerowa razem z artylerią, telegrafistami i kolumną transportową została wysłana do Lipawy. W sumie oddział liczył 23 000 żołnierzy, 5000 koni, 1400 pojazdów, 150 karabinów maszynowych, 54 armaty, 12 moździerzy oraz amunicję i prowiant na 30 dni. Operacji nadano kryptonim Albion (historyczno-poetyckie określenie Wysp Brytyjskich). Do transportu żołnierzy wykorzystano 19 transportowców.

## Przebieg walk
Bitwa rozpoczęła się 11 października desantem w zatoce Tagga na półwysep Eeriksaare na wyspie Sarema. Z morza oddziały niemieckie były wspierane przez krążownik liniowy "Moltke", 10 pancerników, 8 krążowników lekkich, 55 niszczycieli, 6 okrętów podwodnych, 40 torpedowców oraz liczne trałowce (niektóre wyposażone w wyrzutnie bomb głębinowych). Wsparcie z powietrza zapewniało 6 sterowców i ponad 100 samolotów.
Pierwsza próba ataku na wyspę Muhu zakończyła się niepowodzeniem. Rosyjskie łodzie latające z transportowca lotniczego "Orlica" zatrzymały wojska niemieckie pomiędzy Saremą a Hiumą. 12 października toczyły się ciężkie walki o Saremę. Niemcy zdobyli rosyjską bazę marynarki wojennej na półwyspie Eeriksaare, po czym przenieśli się na półwysep Sworbe (dziś Sõrve). Wskutek wpłynięcia na minę uszkodzone zostały dwa niemieckie okręty: pancernik "Großer Kurfürst" i transportowiec "Corscia". Pancernik "Bayern" również trafił na minę, jednak nie został uszkodzony w stopniu uniemożliwiającym dalsze działania. Niemieckie okręty podjęły pościg za dwoma rosyjskimi niszczycielami i jedną kanonierką aż do cieśniny Muhu, po czym zawróciły. 13 października niemieckie wojska zdobyły Arensburg (dziś Kuressaare). 14 października trwały nadal silne walki o Saremę. Arensburg stanął w płomieniach. Niemieckie oddziały zdobyły wysepki Runo (Ruhnu) i Abro (Abruka). Rosjanie pilnujący Cieśniny Irbeńskiej w bazie w Tserel na półwyspie Sworbe zostali odcięci. Rosyjski niszczyciel "Grom" został zatopiony wskutek pożaru wywołanego ostrzałem przez pancernik "Kaiser" i niszczyciel V 100. Załoga "Groma" schroniła się na szalupie ratunkowej, która wkrótce również zatonęła. 15 października oddziały niemieckie odcięły drogę ucieczki wojskom rosyjskim z Saremy na Muhu biorąc 3000 jeńców. Na półwyspie Sworbe zdobyta została rosyjska baza w Tserel (dziś Sääre). Niemieckie sterowce zbombardowały Parnawę. 16 października bombardowanie było kontynuowane przez sterowiec L.37. Niemcy zdobyli całą Saremę. Brytyjski okręt podwodny trafił torpedą niemiecki trałowiec "Indianola", który został odholowany do Arensburga.
17 października doszło do bitwy w cieśninie Moonsund. Rosyjskie pancerniki "Sława" ("Слава") i "Grażdanin" ("Гражданин", Obywatel, wcześniejsza nazwa "Cesarewicz"), starły się ze znacznie silniejszym zespołem niemieckim, w skład którego wchodziły pancerniki SMS "König" i SMS „Kronprinz”, należące do nowszej generacji drednotów. "Sława" została poważnie uszkodzona, "Grażdanin" zdołał wycofać się. 18 października rosyjski admirał podjął decyzję o ewakuacji z wyspy Muhu i bazy w Rohuküla. 19 października Niemcy przeprowadzili pierwszy atak na Hiumę zakończony niepowodzeniem. Rosyjskie okręty, zmuszone do wycofania się w stronę północnej części cieśniny Muhu, postawiły na morzu barierę z min. "Sława" została opuszczona, po czym zatopiona przez Rosjan. W nocy z 17 na 18 października niemiecki niszczyciel S.64 wszedł na minę i zatonął. W ciągu dnia niemieckie oddziały zdobyły wyspę Muhu biorąc do niewoli kolejnych 10 000 żołnierzy rosyjskich. 19 października wojska niemieckie wylądowały na Hiumie, a następnego dnia zdobyły ją w całości. Większość rosyjskich żołnierzy zdołała ewakuować się do baz w Zatoce Fińskiej. Operacja Albion została zakończona.

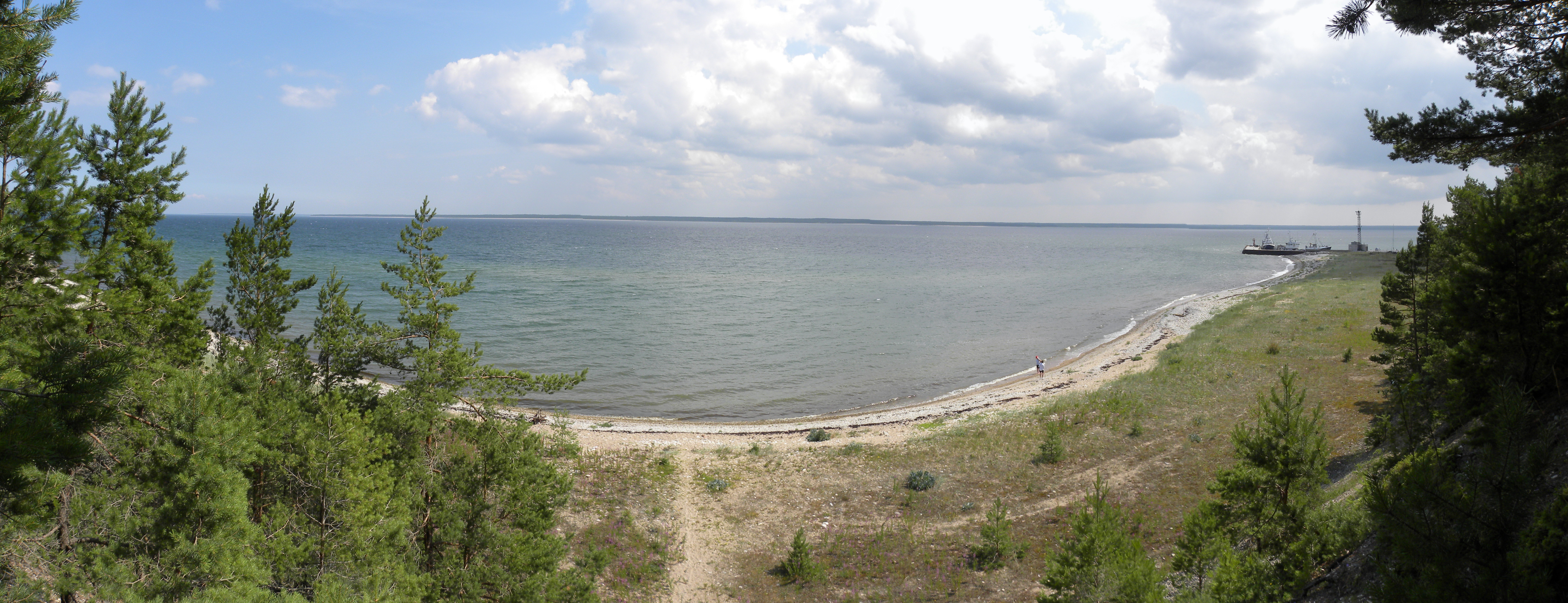
Panorama zatoki na Saremie, w której wojska niemieckie wylądowały 11 października 1917
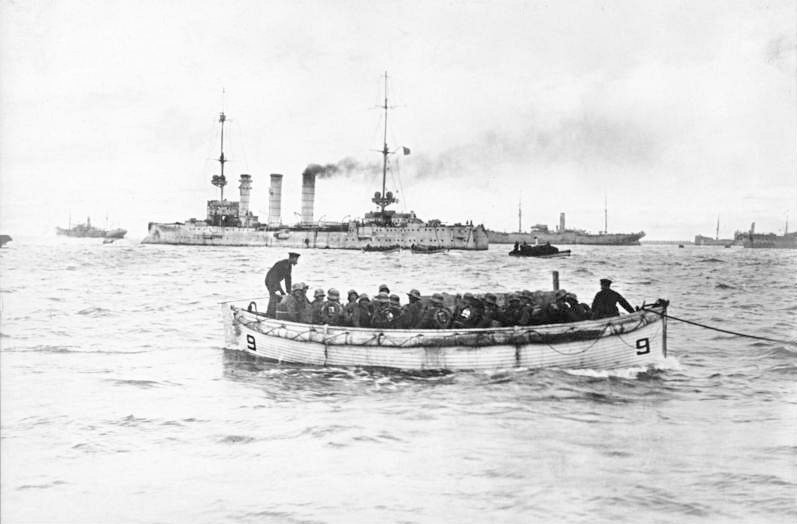
Niemieccy żołnierze zmierzają w kierunku plaży, w tle widoczny jest lekki krążownik "Kolberg", październik 1917 r.